# برازيليون ألمان
برازيليون ألمان وهم البرازيليون ذوي الأصول الألمانية ويبلغ عددهم 12 مليون نسمة ويشكلون نسبة 5% من سكان البرازيل، يعيش أغلبهم جنوب البرازيل وتعتبر لغتهم اللغة الألمانية ثاني أكثر اللغات كلاما في البرازيل بعد اللغة البرتغالية يعيشون في ولايات إسبريتو سانتو وولاية ساو باولو وريو غراندي دو سول وسانتا كاتارينا وبارانا وولاية ريو دي جانيرو وميناس زيرايش وبيرنامبوكو ويتقنون التكلم باللغات البرتغالية والألمانية ويعتنق أغلبهم المسيحية الكاثوليكية وأيضاً هناك أتباع المذهب اللوثرية والبروتستانتية.